# Isaac Homer Van Winkle

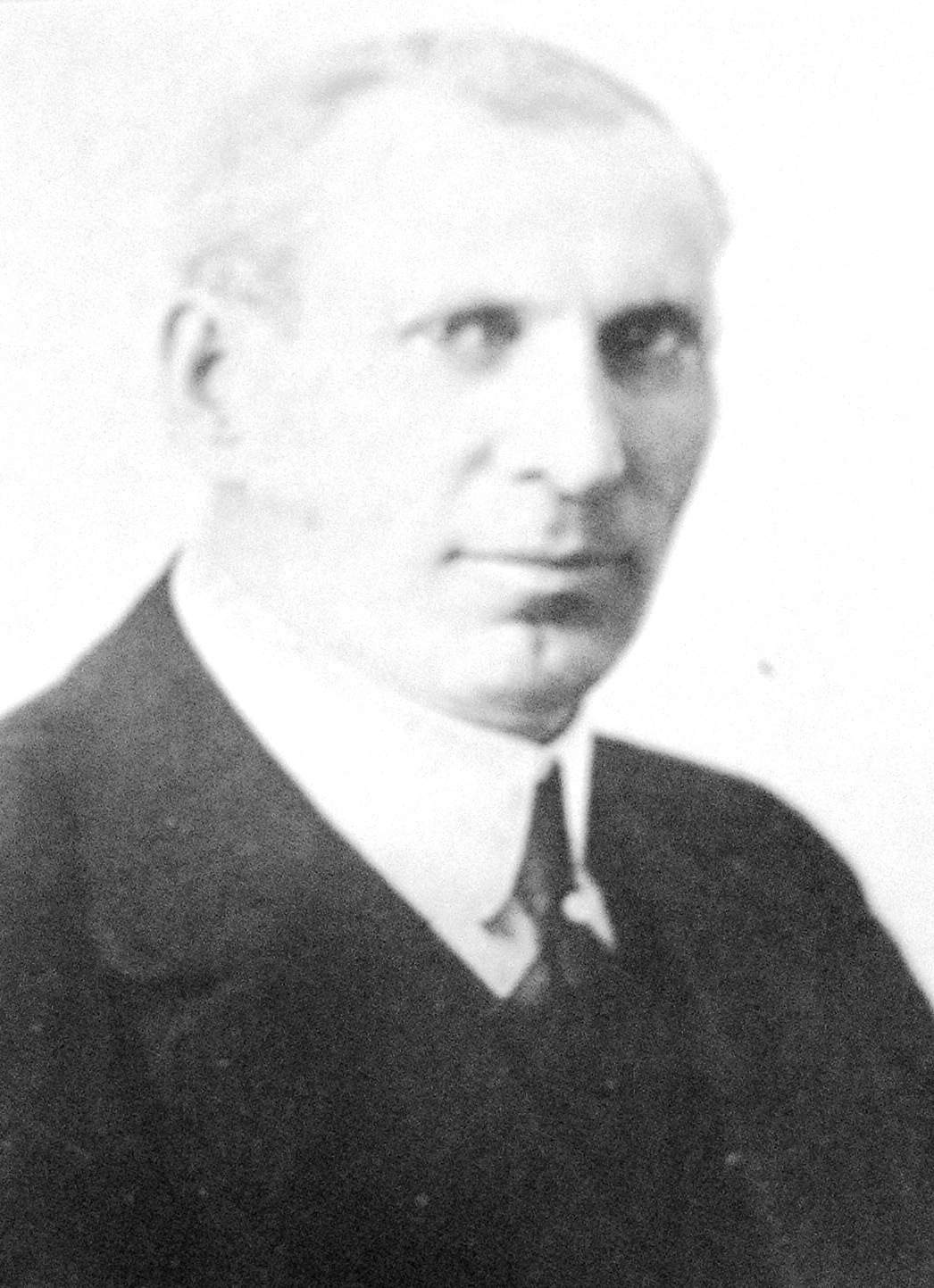
Issac Homer Van Winkle

Isaac Homer Van Winkle (* 3. Dezember 1870 bei Halsey, Oregon; † 14. Dezember 1943) war ein US-amerikanischer Jurist und Politiker (Republikanische Partei).

## Frühe Jahre
Issac Homer Van Winkle, Sohn von Elizabeth Ann Pearl und Isaac Newton Van Winkle, wurde im Linn County geboren. Über seine Jugendjahre ist nichts bekannt. Van Winkle besuchte die Willamette University in Salem (Oregon), wo er 1898 mit einem Bachelor of Arts graduierte. Er studierte dann Jura am Willamette University College of Law. Seinen Abschluss machte er dort 1901 und war dann dort später als Dekan tätig. Am 3. September 1902 heiratete er Lella Velvetta Parrish († 1918). Das Paar hatte eine Tochter namens Rosalind.

## Öffentliche Laufbahn
Van Winkle war von 1904 bis 1913 und dann von 1915 bis 1920 stellvertretender Attorney General von Oregon. Daneben war er von 1905 bis 1913 Dozent (Instructor) am Willamette University College of Law. Im letzten Jahr, 1913, wurde er Dekan an der Fakultät – ein Posten, den er bis 1927 innehatte. Der Van Winkle Melton Endowed Professorship am Willamette University College of Law wurde nach ihm zu Ehren benannt.
Am 14. Oktober 1920 ernannte ihn der Gouverneur von Oregon Ben W. Olcott zum neuen Attorney General von Oregon, um die Vakanz zu füllen, die durch den Rücktritt von George M. Brown entstand. Im selben Jahr wurde er dann für eine volle vierjährige Amtszeit zum Attorney General von Oregon gewählt. Van Winkle wurde fünfmal wiedergewählt und zwar 1924, 1928, 1932, 1936 und 1940. Er verstarb am 14. Dezember 1943 vor dem Ende seiner letzten Amtszeit. 1938 kandidierte er für einen Richterposten am Oregon Supreme Court, erlitt aber eine Niederlage und setzte seine Tätigkeit als Attorney General fort.